# Reelle Darstellung
In der Mathematik sind reelle Darstellungen ein Begriff der Darstellungstheorie mit zahlreichen Anwendungen in Physik und Mathematik. Er bezeichnet Darstellungen auf einem komplexen Vektorraum, die durch Tensorieren mit den komplexen Zahlen aus einer Darstellung auf einem reellen Vektorraum entstanden sind.

## Reelle Darstellungen
Falls eine Gruppe {\displaystyle G} auf einem reellen Vektorraum {\displaystyle V_{0}} operiert, dann heißt die korrespondierende Darstellung auf dem Vektorraum {\displaystyle V=V_{0}\otimes _{\mathbb {R} }\mathbb {C} } reell.
Der Vektorraum {\displaystyle V=V_{0}\otimes _{\mathbb {R} }\mathbb {C} } ist ein komplexer Vektorraum, auch genannt die Komplexifizierung von {\displaystyle V_{0}.}
Diese korrespondierende Darstellung ist gegeben durch {\displaystyle g(v_{0}\otimes z)=(g(v_{0}))\otimes z} für alle {\displaystyle g\in G,v_{0}\in V_{0},z\in \mathbb {C} .}

## Reelle Charaktere
Jede reelle Darstellung {\displaystyle \rho } ordnet jedem Element {\displaystyle g} einer Gruppe {\displaystyle G} eine reelle lineare Abbildung {\displaystyle \rho (g)} zu. Daher ist der Charakter jeder reellen Darstellung reell.
Aber umgekehrt ist nicht jede Darstellung mit einem reellen Charakter reell. So ist die Spur jedes Elements der Gruppe
{\displaystyle \operatorname {SU} (2)=\left\{{\begin{pmatrix}a&b\\-{\overline {b}}&{\overline {a}}\end{pmatrix}}:\,\,|a|^{2}+|b|^{2}=1\right\}}
reell. Also ist der Charakter der Selbstdarstellung {\displaystyle \rho (g)=g} reell. 
Aber in keiner Basis sind alle Elemente von {\displaystyle \operatorname {SU} (2)} reelle {\displaystyle 2\times 2} Matrizen.

## Charakterisierung reeller Darstellungen
Eine irreduzible Darstellung von {\displaystyle G} auf einem Vektorraum über {\displaystyle \mathbb {R} } kann bei Ausdehnung des Grundkörpers auf {\displaystyle \mathbb {C} } reduzibel werden. Ein Beispiel ist die irreduzible Darstellung der zyklischen Gruppe {\displaystyle \mathbb {Z} /m\mathbb {Z} } auf {\displaystyle \mathbb {R} ^{2},} gegeben durch
{\displaystyle k\mapsto {\begin{pmatrix}\cos \left({\frac {2\pi ik}{m}}\right)&\sin \left({\frac {2\pi ik}{m}}\right)\\-\sin \left({\frac {2\pi ik}{m}}\right)&\cos \left({\frac {2\pi ik}{m}}\right)\end{pmatrix}},}
die über {\displaystyle \mathbb {C} } reduzibel wird.
Das bedeutet, dass man durch die Klassifikation aller irreduziblen Darstellungen über {\displaystyle \mathbb {C} ,} die reell sind, noch nicht alle irreduziblen reellen Darstellungen klassifiziert hat.
Man erhält jedoch folgendes:
Sei {\displaystyle V_{0}} ein reeller Vektorraum, auf dem {\displaystyle G} irreduzibel operiert, {\displaystyle V=V_{0}\otimes \mathbb {C} } die korrespondierende reelle Darstellung von {\displaystyle G.}
Falls der Darstellungsraum {\displaystyle V} nicht irreduzibel ist, hat er genau zwei irreduzible Faktoren und diese sind konjugierte komplexe Darstellungen von {\displaystyle G.}
Für Beweise und mehr Informationen zu Darstellungen über allgemeinen Unterkörpern von {\displaystyle \mathbb {C} } siehe .

## Beispiel
Sei {\displaystyle G} die zyklische Gruppe {\displaystyle \mathbb {Z} /3\mathbb {Z} }, also die Menge {\displaystyle \{0,1,2\}} mit der Addition modulo {\displaystyle 3} als Gruppenverknüpfung.
Eine reelle Darstellung dieser Gruppe erhält man, indem man der {\displaystyle 1} die Drehung der reellen Ebene um 120 Grad zuordnet, also
{\displaystyle \rho (1)=\left({\begin{array}{cc}-{\frac {1}{2}}&{\frac {1}{2}}{\sqrt {3}}\\-{\frac {1}{2}}{\sqrt {3}}&-{\frac {1}{2}}\end{array}}\right).}
Die entsprechende Darstellung auf {\displaystyle \mathbb {C} ^{2}} ist reduzibel, denn komplexe irreduzible Darstellungen abelscher Gruppen sind stets eindimensional. 
Die Darstellung auf {\displaystyle \mathbb {R} ^{2}} hingegen ist irreduzibel, denn eindimensionale Unterräume von {\displaystyle \mathbb {R} ^{2}}, das sind die Geraden durch den Nullpunkt, können bei einer Drehung um 120 Grad nicht in sich überführt werden.